# Helmut Lang
Helmut Lang (* 10. března 1956) je rakouský umělec a módní návrhář. Narodil se ve Vídni a po rozvodu rodičů žil u prarodičů z matčiny strany v alpském městě Ramsau am Dachstein. Ve svých deseti letech odešel zpět ke svému otci do Vídně. Od něj se odstěhoval v osmnácti letech a začal se věnovat oděvnictví. Později si otevřel vlastní obchod s oděvy ve Vídni, který uzavřel roku 1984. O dva roky později představil svou vlastní kolekci. V roce 1997 se usadil v New Yorku. Vedle módního návrhářství se věnuje rovněž sochařství.